# European F3 Open 2009
La stagione 2009 dell'European F3 Open è stata la nona della F3 spagnola e la prima con la nuova denominazione. Iniziò il 2 maggio a Valencia e terminò il 1º novembre a Montmeló dopo 16 gare svolte in cinque paesi.

## Piloti e team
| Team                  | Telaio       | No | Pilota             | Classe | Gare      |
| --------------------- | ------------ | -- | ------------------ | ------ | --------- |
| Campos Racing         | Dallara F308 | 1  | Adrián Campos, Jr. | A      | Tutte     |
| Campos Racing         | Dallara F308 | 2  | Bruno Méndez       | A      | Tutte     |
| Campos Racing         | Dallara F306 | 10 | Carmen Jordá       | C      | 5-8       |
| Campos Racing         | Dallara F306 | 20 | Bruno Palli        | C      | Tutte     |
| Campos Racing         | Dallara F306 | 21 | Jorge Clara        | C      | 1         |
| GTA Motor Competición | Dallara F308 | 3  | Augusto Scalbi     | A      | 1-4       |
| GTA Motor Competición | Dallara F306 | 10 | Carmen Jordá       | C      | 1-4       |
| emiliodevillota.com   | Dallara F308 | 4  | Samuele Buttarelli | A      | 1-6       |
| emiliodevillota.com   | Dallara F308 | 4  | Jonathan Legris    | A      | 7         |
| emiliodevillota.com   | Dallara F308 | 5  | Sergio Canamasas   | A      | Tutte     |
| emiliodevillota.com   | Dallara F308 | 12 | Doru Sechelariu    | A      | 5-8       |
| emiliodevillota.com   | Dallara F308 | 12 | Jonathan Legris    | A      | 2-4       |
| emiliodevillota.com   | Dallara F306 | 36 | Jonathan Legris    | C      | 1         |
| emiliodevillota.com   | Dallara F306 | 36 | Noel Jammal        | C      | 2-8       |
| RP Motorsport         | Dallara F308 | 6  | David Fumanelli    | A      | Tutte     |
| RP Motorsport         | Dallara F308 | 7  | Kevin Ceccon       | A      | Tutte     |
| RP Motorsport         | Dallara F308 | 8  | Stefano Bizzarri   | A      | 1-2, 4-8  |
| RP Motorsport         | Dallara F308 | 8  | Jesse Krohn        | A      | 3         |
| RP Motorsport         | Dallara F306 | 28 | Jesse Krohn        | C      | 1         |
| RP Motorsport         | Dallara F306 | 28 | Biagio Bulnes      | C      | 2-8       |
| Drivex                | Dallara F308 | 9  | Celso Míguez       | A      | Tutte     |
| Drivex                | Dallara F306 | 31 | Luis Villalba      | C      | 1         |
| Drivex                | Dallara F306 | 31 | José Luis Abadín   | C      | 2-7       |
| Drivex                | Dallara F306 | 33 | Ryuichi Nara       | C      | 8         |
| Meycom                | Dallara F308 | 11 | Nil Montserrat     | A      | 2, 8      |
| Porteiro Motorsport   | Dallara F308 | 14 | Carlos Muñoz       | A      | 3, 6-7    |
| Team West-Tec         | Dallara F306 | 22 | Kristján Einar     | C      | 1, 3-6, 8 |
| Team West-Tec         | Dallara F306 | 22 | Tom Tweedie        | C      | 7         |
| Team West-Tec         | Dallara F306 | 55 | Callum MacLeod     | C      | Tutte     |
| Team West-Tec         | Dallara F308 | 88 | Christian Ebbesvik | A      | Tutte     |
| Q8 Oils Hache Team    | Dallara F306 | 24 | Edgar Fernández    | C      | Tutte     |
| Q8 Oils Hache Team    | Dallara F306 | 25 | Toño Fernández     | C      | Tutte     |
| Q8 Oils Hache Team    | Dallara F306 | 27 | Michele Faccin     | C      | 1-2, 4-6  |
| Q8 Oils Hache Team    | Dallara F306 | 27 | Nil Montserrat     | C      | 3         |
| Llusiá Racing         | Dallara F306 | 29 | Borja Signes       | C      | 1-2       |
| Novo Team ECA         | Dallara F306 | 35 | Emmanuel Piget     | C      | 8         |

| Icona | Classe         |
| ----- | -------------- |
| A     | Classe A       |
| C     | Coppa F306/300 |

- Tutte le vetture sono spinte da motori Fiat.

## Risultati e classifiche

### Risultati
| Gara | Gara | Circuito                         | Data         | Pole Position      | GPV                | Vincitore          | Team                |
| ---- | ---- | -------------------------------- | ------------ | ------------------ | ------------------ | ------------------ | ------------------- |
| 1    | G1   | Circuit de Valencia              | 2 maggio     | Adrián Campos, Jr. | Adrián Campos, Jr. | Adrián Campos, Jr. | RP Motorsport       |
| 1    | G2   | Circuit de Valencia              | 3 maggio     |                    | Bruno Méndez       | Celso Míguez       | Drivex              |
| 2    | G1   | Circuito permanente del Jarama   | 6 giugno     | Bruno Méndez       | Celso Míguez       | Celso Míguez       | Drivex              |
| 2    | G2   | Circuito permanente del Jarama   | 7 giugno     |                    | Bruno Méndez       | Bruno Méndez       | Campos Racing       |
| 3    | G1   | Circuito di Spa-Francorchamps    | 27 giugno    | Celso Míguez       | Adrián Campos, Jr. | Bruno Méndez       | Campos Racing       |
| 3    | G2   | Circuito di Spa-Francorchamps    | 28 giugno    |                    | Jonathan Legris    | Jonathan Legris    | emiliodevillota.com |
| 4    | G1   | Donington Park                   | 4 luglio     | Christian Ebbesvik | Bruno Méndez       | Christian Ebbesvik | Team West-Tec       |
| 4    | G2   | Donington Park                   | 5 luglio     |                    | Jonathan Legris    | Stefano Bizzarri   | RP Motorsport       |
| 5    | G1   | Circuito di Magny-Cours          | 19 settembre | Bruno Méndez       | Bruno Méndez       | Bruno Méndez       | Campos Racing       |
| 5    | G2   | Circuito di Magny-Cours          | 20 settembre |                    | Bruno Méndez       | Celso Míguez       | Drivex              |
| 6    | G1   | Autodromo Nazionale Monza        | 3 ottobre    | Celso Míguez       | Bruno Méndez       | Celso Míguez       | Drivex              |
| 6    | G2   | Autodromo Nazionale Monza        | 4 ottobre    |                    | Celso Míguez       | Celso Míguez       | Drivex              |
| 7    | G1   | Circuito di Jerez                | 17 ottobre   | Celso Míguez       | Bruno Méndez       | Bruno Méndez       | Campos Racing       |
| 7    | G2   | Circuito di Jerez                | 18 ottobre   |                    | Christian Ebbesvik | David Fumanelli    | RP Motorsport       |
| 8    | G1   | Circuito di Barcellona-Catalogna | 31 ottobre   | Adrián Campos, Jr. | Sergio Canamasas   | Adrián Campos, Jr. | RP Motorsport       |
| 8    | G2   | Circuito di Barcellona-Catalogna | 1º novembre  |                    | Bruno Méndez       | David Fumanelli    | RP Motorsport       |

### Classifica Classe A
- I punti sono assegnati secondo il sistema seguente:

| Sistema di punteggio | Sistema di punteggio | Sistema di punteggio | Sistema di punteggio | Sistema di punteggio | Sistema di punteggio | Sistema di punteggio | Sistema di punteggio | Sistema di punteggio | Sistema di punteggio | Sistema di punteggio | Sistema di punteggio |
| Posizione            | 1                    | 2                    | 3                    | 4                    | 5                    | 6                    | 7                    | 8                    | 9                    | PP                   | GPV                  |
| -------------------- | -------------------- | -------------------- | -------------------- | -------------------- | -------------------- | -------------------- | -------------------- | -------------------- | -------------------- | -------------------- | -------------------- |
| Gara 1               | 14                   | 12                   | 10                   | 8                    | 6                    | 5                    | 3                    | 2                    | 1                    | 1                    | 1                    |
| Gara 2               | 12                   | 10                   | 8                    | 6                    | 5                    | 4                    | 3                    | 2                    | 1                    | 0                    | 1                    |

| Pos | Pilota             | VAL 1 | VAL 2 | JAR 1 | JAR 2 | SPA 1 | SPA 2 | DON 1 | DON 2 | MAG 1 | MAG 2 | MON 1 | MON 2 | JER 1 | JER 2 | CAT 1 | CAT 2 | Punti |
| --- | ------------------ | ----- | ----- | ----- | ----- | ----- | ----- | ----- | ----- | ----- | ----- | ----- | ----- | ----- | ----- | ----- | ----- | ----- |
| 1   | Bruno Méndez       | 4     | 2     | 3     | 1     | 1     | 3     | 3     | 20    | 1     | 14    | 2     | 2     | 1     | Rit   | 7     | 2     | 145   |
| 2   | Celso Míguez       | 6     | 1     | 1     | 3     | 6     | 2     | 2     | 3     | 5     | 1     | 1     | 1     | 2     | SQ    | 2     | 4     | 143   |
| 3   | Stefano Bizzarri   | 2     | 7     | 12    | Rit   |       |       | 6     | 1     | 4     | 2     | 6     | 3     | 4     | 3     | 6     | 3     | 92    |
| 4   | Adrián Campos, Jr. | 1     | Rit   | 5     | 4     | 15    | 6     | 11    | 5     | 3     | 4     | Rit   | 15    | 7     | Rit   | 1     | 6     | 76    |
| 5   | Christian Ebbesvik | 9     | 10    | 7     | 5     | 16    | 8     | 1     | 6     | 8     | 3     | 3     | 5     | 16    | 7     | 10    | 7     | 63    |
| 6   | Sergio Canamasas   | 12    | 11    | 2     | 16    | 5     | 7     | 9     | 12    | 12    | 6     | Rit   | 14    | 5     | 2     | 3     | 9     | 54    |
| 7   | Jonathan Legris    | 5     | 3     | 13    | Rit   | 7     | 1     | 5     | 2     |       |       |       |       | Rit   | Rit   |       |       | 47    |
| 8   | David Fumanelli    | 13    | 13    | 15    | 11    | 13    | 12    | Rit   | 14    | 7     | 10    | 8     | Rit   | 6     | 1     | 4     | 1     | 42    |
| 9   | Callum MacLeod     | 7     | 6     | 6     | Rit   | 3     | 4     | 7     | 18    | Rit   | Rit   | 9     | 8     | 8     | 5     | 11    | 11    | 41    |
| 10  | Augusto Scalbi     | 10    | 5     | 4     | 2     | 4     | Rit   | Rit   | 4     |       |       |       |       |       |       |       |       | 37    |
| 11  | Carlos Muñoz       |       |       |       |       | 2     | 5     |       |       |       |       | Rit   | 18    | 3     | 4     |       |       | 33    |
| 12  | Kevin Ceccon       | 15    | 12    | 11    | 17    | 9     | 10    | 4     | 7     | 9     | 5     | 5     | 4     | 9     | Rit   | 8     | 18    | 33    |
| 13  | Toño Fernández     | 17    | 8     | 18    | 8     | 11    | 16    | 12    | 13    | 2     | Rit   | 12    | 9     | 12    | 8     | 12    | 8     | 21    |
| 14  | Nil Montserrat     |       |       | 8     | 6     | 10    | 9     |       |       |       |       |       |       |       |       | 5     | 5     | 18    |
| 15  | José Luis Abadín   |       |       | 16    | 9     | 8     | 11    | 14    | 8     | 6     | 7     | 10    | 7     | 18    | 10    |       |       | 16    |
| 16  | Doru Sechelariu    |       |       |       |       |       |       |       |       | 13    | 8     | 4     | Rit   | 11    | 6     | 14    | 10    | 14    |
| 17  | Jesse Krohn        | 3     | Rit   |       |       | 12    | Rit   |       |       |       |       |       |       |       |       |       |       | 10    |
| 18  | Michele Faccin     | 8     | 4     | 10    | Rit   |       |       | 10    | 9     | 14    | Rit   | Rit   | 16    |       |       |       |       | 9     |
| 19  | Samuele Buttarelli | Rit   | 18    | Rit   | 10    | Rit   | 15    | 8     | 16    | Rit   | Rit   | 7     | 6     |       |       |       |       | 9     |
| 20  | Edgar Fernández    | 16    | 9     | 9     | 7     | 17    | 19    | 19    | 17    | 10    | 12    | 15    | 17    | 17    | 14    | 15    | 13    | 5     |
| 21  | Carmen Jordá       | 11    | Rit   | Rit   | 12    | 20    | 14    | 18    | 15    | 15    | 9     | 13    | 11    | 19    | 13    | 16    | 12    | 1     |
| 22  | Bruno Palli        | 18    | 14    | Rit   | 15    | 18    | SQ    | 13    | 11    | SQ    | 11    | Rit   | 13    | 10    | 9     | 18    | 15    | 1     |
| 23  | Emmanuel Piget     |       |       |       |       |       |       |       |       |       |       |       |       |       |       | 9     | 17    | 1     |
| 24  | Kristján Einar     | 20    | 16    |       |       | 14    | 13    | 16    | 10    | 11    | 15    | Rit   | 12    |       |       | 17    | 14    | 0     |
| 25  | Noel Jammal        |       |       | 17    | 14    | 19    | 17    | 15    | Rit   | NP    | Rit   | 14    | 19    | 14    | 11    | Ret   | 19    | 0     |
| 26  | Biagio Bulnes      |       |       | Rit   | 13    | 21    | 18    | 17    | 19    | Rit   | 13    | 11    | 10    | 13    | Rit   | 13    | 20    | 0     |
| 27  | Luis Villalba      | 14    | 15    |       |       |       |       |       |       |       |       |       |       |       |       |       |       | 0     |
| 28  | Tom Tweedie        |       |       |       |       |       |       |       |       |       |       |       |       | 15    | 12    |       |       | 0     |
| 29  | Borja Signes       | 19    | Rit   | 14    | Rit   |       |       |       |       |       |       |       |       |       |       |       |       | 0     |
| 30  | Ryuichi Nara       |       |       |       |       |       |       |       |       |       |       |       |       |       |       | Rit   | 16    | 0     |
| 31  | Jorge Clara        | Rit   | 17    |       |       |       |       |       |       |       |       |       |       |       |       |       |       | 0     |
| Pos | Pilota             | VAL 1 | VAL 2 | JAR 1 | JAR 2 | SPA 1 | SPA 2 | DON 1 | DON 2 | MAG 1 | MAG 2 | MON 1 | MON 2 | JER 1 | JER 2 | CAT 1 | CAT 2 | Punti |

| Colore  | Risultato             |
| ------- | --------------------- |
| Oro     | Vincitore             |
| Argento | 2º posto              |
| Bronzo  | 3º posto              |
| Verde   | Finito a punti        |
| Blu     | Finito senza punti    |
| Viola   | Ritirato (Rit)        |
| Viola   | Non classificato (NC) |
| Rosso   | Non qualificato (NQ)  |
| Nero    | Squalificato (SQ)     |
| Bianco  | Non partito (NP)      |
| Bianco  | Non ha gareggiato     |
| Bianco  | Infortunato (INF)     |
| Bianco  | Escluso (ES)          |
| Bianco  | Gara cancellata (C)   |

In grassetto le pole, in corsivo i giri più veloci.

### Coppa F306/300
- I punti sono assegnati secondo lo schema seguente:

| Sistema di punteggio | Sistema di punteggio | Sistema di punteggio | Sistema di punteggio | Sistema di punteggio | Sistema di punteggio |
| Posizione            | 1                    | 2                    | 3                    | 4                    | 5                    |
| -------------------- | -------------------- | -------------------- | -------------------- | -------------------- | -------------------- |
| Punti                | 10                   | 8                    | 6                    | 4                    | 3                    |

| Pos | Pilota           | VAL 1 | VAL 2 | JAR 1 | JAR 2 | SPA 1 | SPA 2 | DON 1 | DON 2 | MAG 1 | MAG 2 | MON 1 | MON 2 | JER 1 | JER 2 | CAT 1 | CAT 2 | Punti |
| --- | ---------------- | ----- | ----- | ----- | ----- | ----- | ----- | ----- | ----- | ----- | ----- | ----- | ----- | ----- | ----- | ----- | ----- | ----- |
| 1   | Callum MacLeod   | 3     | 3     | 1     | Rit   | 1     | 1     | 1     | 8     | Rit   | Rit   | 1     | 2     | 1     | 1     | 2     | 2     | 106   |
| 2   | Toño Fernández   | 8     | 4     | 7     | 2     | 4     | 7     | 3     | 5     | 1     | Rit   | 4     | 3     | 3     | 2     | 3     | 1     | 79    |
| 3   | José Luis Abadín |       |       | 5     | 3     | 2     | 3     | 5     | 1     | 2     | 1     | 2     | 1     | 8     | 4     |       |       | 73    |
| 4   | Edgar Fernández  | 7     | 5     | 2     | 1     | 6     | 10    | 10    | 7     | 3     | 4     | 7     | 9     | 7     | 8     | 4     | 5     | 38    |
| 5   | Michele Faccin   | 4     | 2     | 3     | Rit   |       |       | 2     | 2     | 5     | Rit   | Rit   | 8     |       |       |       |       | 37    |
| 6   | Carmen Jordá     | 5     | Rit   | Rit   | 4     | 9     | 5     | 9     | 6     | 6     | 2     | 5     | 5     | 9     | 7     | 6     | 3     | 30    |
| 7   | Bruno Palli      | 9     | 6     | Rit   | 7     | 7     | SQ    | 4     | 4     | SQ    | 3     | Rit   | 7     | 2     | 3     | 8     | 6     | 28    |
| 8   | Biagio Bulnes    |       |       | Rit   | 5     | 10    | 9     | 8     | 9     | Rit   | 5     | 3     | 4     | 4     | Rit   | 4     | 10    | 24    |
| 9   | Kristján Einar   | 11    | 8     |       |       | 5     | 4     | 7     | 3     | 4     | 6     | Rit   | 6     |       |       | 5     | 7     | 20    |
| 10  | Jonathan Legris  | 2     | 1     |       |       |       |       |       |       |       |       |       |       |       |       |       |       | 18    |
| 11  | Nil Montserrat   |       |       |       |       | 3     | 2     |       |       |       |       |       |       |       |       |       |       | 14    |
| 12  | Jesse Krohn      | 1     | Rit   |       |       |       |       |       |       |       |       |       |       |       |       |       |       | 10    |
| 13  | Emmanuel Piget   |       |       |       |       |       |       |       |       |       |       |       |       |       |       | 1     | 7     | 10    |
| 14  | Noel Jammal      |       |       | 6     | 6     | 8     | 8     | 6     | Rit   | NP    | Rit   | 6     | 10    | 5     | 5     | Rit   | 9     | 6     |
| 15  | Borja Signes     | 10    | Rit   | 5     | Rit   |       |       |       |       |       |       |       |       |       |       |       |       | 3     |
| 16  | Tom Tweedie      |       |       |       |       |       |       |       |       |       |       |       |       | 6     | 6     |       |       | 0     |
| 17  | Luis Villalba    | 6     | 7     |       |       |       |       |       |       |       |       |       |       |       |       |       |       | 0     |
| 18  | Ryuichi Nara     |       |       |       |       |       |       |       |       |       |       |       |       |       |       | Rit   | 7     | 0     |
| 19  | Jorge Clara      | Rit   | 9     |       |       |       |       |       |       |       |       |       |       |       |       |       |       | 0     |
| Pos | Pilota           | VAL 1 | VAL 2 | JAR 1 | JAR 2 | SPA 1 | SPA 2 | DON 1 | DON 2 | MAG 1 | MAG 2 | MON 1 | MON 2 | JER 1 | JER 2 | CAT 1 | CAT 2 | Punti |

| Colore  | Risultato             |
| ------- | --------------------- |
| Oro     | Vincitore             |
| Argento | 2º posto              |
| Bronzo  | 3º posto              |
| Verde   | Finito a punti        |
| Blu     | Finito senza punti    |
| Viola   | Ritirato (Rit)        |
| Viola   | Non classificato (NC) |
| Rosso   | Non qualificato (NQ)  |
| Nero    | Squalificato (SQ)     |
| Bianco  | Non partito (NP)      |
| Bianco  | Non ha gareggiato     |
| Bianco  | Infortunato (INF)     |
| Bianco  | Escluso (ES)          |
| Bianco  | Gara cancellata (C)   |

In grassetto le pole, in corsivo i giri più veloci.

### Classifica team
- I punti sono assegnati secondo lo schema seguente, solo alla prima vettura classificata per scuderia:

| Pos   | 1  | 2 | 3 | 4 | 5 |
| ----- | -- | - | - | - | - |
| Punti | 10 | 8 | 6 | 4 | 3 |

- Tutti utilizzano vetture Dalara.

| Pos | Team                  | Telaio | VAL 1 | VAL 2 | JAR 1 | JAR 2 | SPA 1 | SPA 2 | DON 1 | DON 2 | MAG 1 | MAG 2 | MON 1 | MON 2 | JER 1 | JER 2 | CAT 1 | CAT 2 | Punti |
| --- | --------------------- | ------ | ----- | ----- | ----- | ----- | ----- | ----- | ----- | ----- | ----- | ----- | ----- | ----- | ----- | ----- | ----- | ----- | ----- |
| 1   | Campos Racing         | F308   | 1     | 2     | 3     | 1     | 1     | 3     | 3     | 5     | 1     | 4     | 2     | 2     | 1     | Rit   | 1     | 2     | 117   |
| 1   | Campos Racing         | F306   | 18    | 14    | Rit   | 15    | 18    | SQ    | 13    | 11    | 15    | 9     | 13    | 11    | 10    | 9     | 16    | 12    | 117   |
| 2   | Drivex                | F308   | 6     | 1     | 1     | 3     | 6     | 2     | 2     | 3     | 5     | 1     | 1     | 1     | 2     | SQ    | 2     | 4     | 110   |
| 2   | Drivex                | F306   | 14    | 15    | 16    | 9     | 8     | 11    | 14    | 8     | 6     | 7     | 10    | 7     | 18    | 10    | Rit   | 16    | 110   |
| 3   | RP Motorsport         | F308   | 2     | 7     | 11    | 11    | 9     | 10    | 4     | 1     | 4     | 2     | 5     | 3     | 4     | 1     | 4     | 1     | 79    |
| 3   | RP Motorsport         | F306   | 3     | Rit   | Rit   | 13    | 21    | 18    | 17    | 19    | Rit   | 13    | 11    | 10    | 13    | Ret   | 13    | 20    | 79    |
| 4   | emiliodevillota.com   | F308   | 12    | 11    | 2     | 10    | 5     | 1     | 5     | 2     | 12    | 6     | 4     | 6     | 5     | 2     | 3     | 9     | 69    |
| 4   | emiliodevillota.com   | F306   | 5     | 3     | 17    | 14    | 19    | 17    | 15    | Rit   | NP    | Rit   | 14    | 19    | 14    | 11    | Rit   | 19    | 69    |
| 5   | Team West-Tec         | F308   | 9     | 10    | 7     | 5     | 16    | 8     | 1     | 6     | 8     | 3     | 3     | 5     | 16    | 7     | 10    | 7     | 53    |
| 5   | Team West-Tec         | F306   | 7     | 6     | 6     | Rit   | 3     | 4     | 7     | 10    | 11    | 15    | 9     | 8     | 8     | 5     | 11    | 11    | 53    |
| 6   | Porteiro Motorsport   | F308   |       |       |       |       | 2     | 5     |       |       |       |       | Rit   | 18    | 3     | 4     |       |       | 23    |
| 7   | GTA Motor Competición | F308   | 10    | 5     | 4     | 2     | 4     | Rit   | Rit   | 4     |       |       |       |       |       |       |       |       | 23    |
| 7   | GTA Motor Competición | F306   | 11    | Rit   | Rit   | 12    | 20    | 14    | 18    | 15    |       |       |       |       |       |       |       |       | 23    |
| 8   | Q8 Oils Hache Team    | F306   | 8     | 4     | 9     | 7     | 10    | 9     | 10    | 9     | 2     | 12    | 12    | 9     | 12    | 8     | 12    | 8     | 12    |
| 9   | Meycom                | F308   |       |       | 8     | 6     |       |       |       |       |       |       |       |       |       |       | 5     | 5     | 9     |
| 10  | Novo Team ECA         | F306   |       |       |       |       |       |       |       |       |       |       |       |       |       |       | 9     | 17    | 0     |
| 11  | Llusiá Racing         | F306   | 19    | Rit   | 14    | Rit   |       |       |       |       |       |       |       |       |       |       |       |       | 0     |
| Pos | Team                  | Telaio | VAL 1 | VAL 2 | JAR 1 | JAR 2 | SPA 1 | SPA 2 | DON 1 | DON 2 | MAG 1 | MAG 2 | MON 1 | MON 2 | JER 1 | JER 2 | CAT 1 | CAT 2 | Punti |

| Colore  | Risultato             |
| ------- | --------------------- |
| Oro     | Vincitore             |
| Argento | 2º posto              |
| Bronzo  | 3º posto              |
| Verde   | Finito a punti        |
| Blu     | Finito senza punti    |
| Viola   | Ritirato (Rit)        |
| Viola   | Non classificato (NC) |
| Rosso   | Non qualificato (NQ)  |
| Nero    | Squalificato (SQ)     |
| Bianco  | Non partito (NP)      |
| Bianco  | Non ha gareggiato     |
| Bianco  | Infortunato (INF)     |
| Bianco  | Escluso (ES)          |
| Bianco  | Gara cancellata (C)   |